# 別所溫泉站

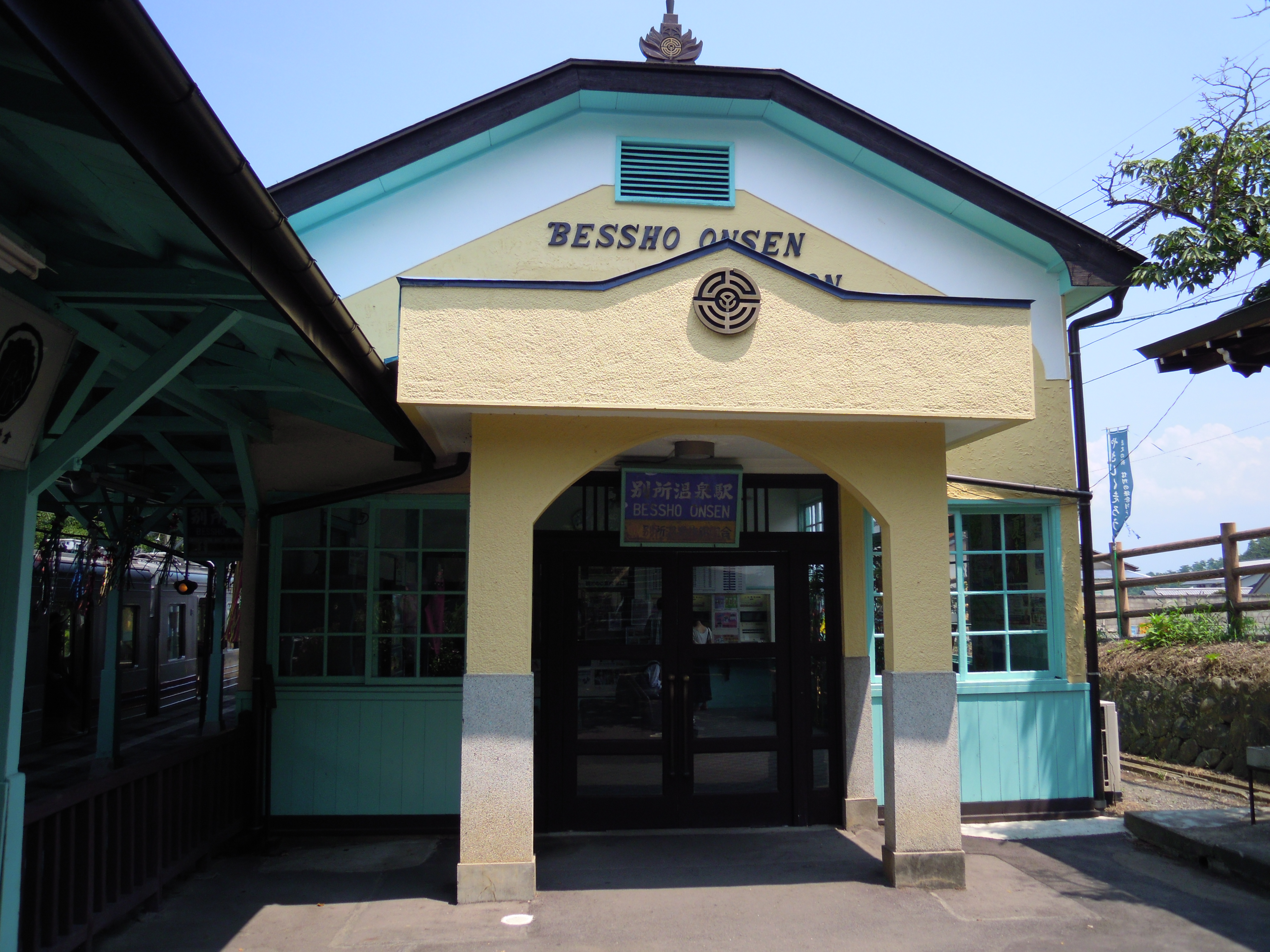
車站大樓

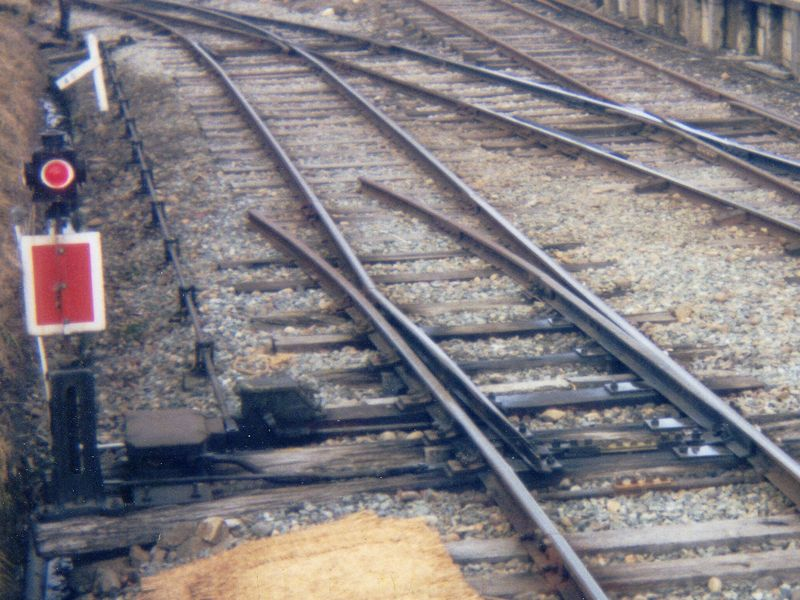
曾經別所溫泉站的配線。
當中可看見中央是已經撤走的2號月台路軌。右後方為現時5252號車保存的側線。前方為出軌轉轍器。

別所溫泉站（日语：／ Bessho-onsen eki */?）是位於長野縣上田市別所溫泉，屬於上田電鐵的別所線車站。車站編號為BE15。本站為別所線的終點站。

## 歷史
- 1921年（大正10年）6月17日 - 上田溫泉電軌川西線的別所站啟用[1]。
- 1924年（大正13年）11月22日 - 車站改名為信濃別所站。
- 1930年（昭和5年）1月19日 - 車站改名為別所溫泉站[1]。
- 1939年（昭和14年）
  - 3月19日：路線名稱變更，川西線改名為別所線。
  - 9月1日：公司名稱改變，成為上田電鐵的車站。
- 1943年（昭和18年）10月21日：公司合併，成為上田丸子電鐵的車站。
- 1950年（昭和25年） - 車站大樓翻新，變為現時的外觀。
- 1969年（昭和44年）5月31日：公司名稱改變，成為上田交通的車站。
- 2005年（平成17年）10月3日：鐵路部門分拆為子公司，成為上田電鐵的車站。
- 2006年（平成18年）4月11日 - 2名別所溫泉觀光協會女性職員穿著和服在此站擔任站長[2]。
- 2017年（平成29年）10月6日 - 「別所溫泉站（建築物）」被選定為平成29年度上田市都市景觀獎[3][4]。
- 2019年（令和元年）7月6日 - NPO法人（日语：NPO法人）信州田舍體驗塾寄贈「夫婦道祖神」[5]。

## 車站構造
車站是一座地面車站，設有1面1線單式月台。從前此站設有2面2線的港灣式月台。現時1線已經撤走，只使用鄰接車站大樓側的月台。對面的舊月台變成了花壇。另外站內設有緩坡的側線，該側線用作調度之用。現時該側線與本線的轉轍器已經撤走，並停泊了在1986年10月電纜升壓至1,500V後不能行走的MoHa5250形「圓窗電車」（曾經有2輛，當中1輛在2011年遷移至櫻國際高等學校）。在上田丸子電鐵時代，此站已經設有車站大樓，當時還有當時的社紋。車站大樓內設有車站事務室、候車室和廁所，另外也有別所溫泉觀光協會和旅館組合的觀光詢問處。從前於車站旁邊的停車場處設有通道前往月台，後來月台加上柵欄後，所有乘客均需要經車站大樓內的檢票口才可進入月台。
曾經此站是直營車站，現時此站是委托別所溫泉觀光協會負責櫃臺業務的簡易委託車站。站內會有兩名觀光協會的女性職員以「觀光站長」的名義當值，她們均穿上和式制服袴執勤。上述兩名職員會進行交班擔任站長。另外，在1980年代，站內設有自動廣播介紹別所溫泉的資訊，現時沒有這個自動廣播。此站設有自動售票機。車站範圍內設有溫泉旅館接送巴士的乘車處、停車場和單車停泊場。

## 使用狀況
以下為近年一日平均乘車人次列表。
| 年度   | 一日平均 乘車人次 |
| ------ | ----------------- |
| 2010年 | 305               |
| 2011年 | 293               |
| 2012年 | 298               |
| 2013年 | 303               |
| 2014年 | 283               |
| 2015年 | 307               |
| 2016年 | 322               |
| 2017年 | 286               |

## 車站周邊
- 別所溫泉（日语：別所温泉） - 站名的由來[1]
- 常樂寺（日语：常楽寺 (上田市)）[1]
- 北向觀音（日语：北向観音）[1]
- 安樂寺（日语：安楽寺 (上田市)）[1]
  - 國寶 八角三重塔
- 上田巴士鹽田線、信州上田地脈線「別所溫泉站」巴士站

## 相鄰車站
上田電鐵
■別所線
八木澤（BE14）－別所溫泉（BE15）

## 注腳
1. 1 2 3 4 5 6 7 8 9 10  信濃毎日新聞社出版部. . 信濃毎日新聞社. 2011-07-24: 338-339. ISBN 9784784071647 （日语）.
2. ↑  別所温泉駅長和装制服お披露目式 （页面存档备份，存于）（日語） - 別所線にのろう！（2015年4月22日）
3. ↑  平成29年度上田市都市景観賞が決定しました （页面存档备份，存于）（日語） - 上田市（2017年12月4日）
4. ↑  上田市都市景観賞受賞記念 別所温泉駅ライトアップについて （页面存档备份，存于）（日語） - 上田電鐵（2017年12月28日）
5. ↑  別所線 別所温泉駅「夫婦道祖神」の名前募集について[]（日語） - 上田電鐵（2019年8月5日）
6. ↑  和服の駅長がお出迎え （页面存档备份，存于）（日語） - 上田電鐵（2008年7月3日）
7. ↑  《長野縣統計書》各年度版

## 外部連結
- 別所溫泉站（BE15） | 上田電鐵株式會社 （页面存档备份，存于）（日語）